# Emperador Shunzhi
L'Emperador Shunzhi (xinès tradicional: 順治, xinès simplificat: 顺治, pinyin: Shùnzhì; Wade-Giles: Shun-chih, Mukden, actual Shenyang, 15 de març de 1638 - 5 de febrer de 1661, emperador des del 30 d'octubre de 1644) va ser el segon emperador de la dinastia Qing, l'última dinastia imperial xinesa, d'origen manxú, i el primer que va regnar sobre tota Xina, després que la cort fóra traslladada de Mukden a Pequín.
El seu nom real era Fúlín (xinès tradicional: 福臨, xinès simplificat: 福临, manxú: Fulin), però, com als altres emperadors d'aquesta dinastia, se li coneix habitualment pel nom del seu regnat, Shunzhi. Aquest costum es deu al tabú sobre els noms en la cultura xinesa, pel qual es considera irreverent l'esment del nom propi d'un emperador.

## Orígens
L'avi de l'Emperador Shunzhi, Nurhaci, havia unificat als pobles jurtxets de la regió actualment coneguda com a Manxúria, al sud del riu Amur. Els jurtxets havien governat ja tot el nord de la Xina al fundar la dinastia Jin en el segle xii, que seria finalment derrotada pels mongols, quan aquests van conquistar Xina i van fundar la dinastia Yuan en 1234. Després de més de tres segles de divisió i ostracisme històric dels jurtxets, Nurhaci va fundar un nou regne per al qual va recuperar el nom de Jin, i va ser succeït pel seu fill Hung Taiji, el pare de l'Emperador Shunzhi. Hung Taiji va ser el responsable de la creació d'una nova identitat nacional per als jurtxets. A més d'adoptar la denominació manxú (滿洲 / 满洲, mǎnzhōo) per al seu poble, va fer crear un alfabet per a la seva llengua, a partir d'aquest moment anomenada també llengua manxú, i va adoptar una administració de govern que combinava les tradicions jurtxets i mongoles amb les tradicions xineses, amb un cos de funcionaris format per xinesos, mongols i manxús. Hung Taiji va completar la conquesta d'una gran part de les regions actuals de Manxúria i Mongòlia Interior i va substituir el nom dinàstic Jin per un nou nom: Qīng (清, pur).
L'expansió del nou Estat Qing al nord-oest de la Xina dominada per la dinastia Ming es produïa en un moment en el qual aquesta última dinastia estava en ple declivi. Els territoris al nord de la Gran Muralla, en Manxúria i Mongòlia Interior havien estat ja conquistats per l'Estat Qing, mentre que dos grups de rebels armats, encapçalats per Li Zicheng i Zhang Xianzhong, van sumir en la crisi la integritat territorial i l'autoritat de la talli Ming.
Fulin era el novè fill de Hung Taiji i va pujar al tron després de la mort d'aquest en 1643. Així començava el nou regnat Shunzhi en la cort de Mukden. L'Emperador Shunzhi tenia en aquest moment sis anys, pel que les tasques de govern van quedar a càrrec del seu oncle, el regent Dorgon, que va passar a ser l'autèntic home fort del puixant estat Qing.
Quan l'exèrcit de Li Zicheng va ocupar Pequín a l'abril de 1644, l'últim emperador Ming, l'Emperador Chongzhen es va suïcidar en la Ciutat Prohibida. L'abril de 1644, després de prendre Pequín, Li Zicheng va dirigir un exèrcit de 600.000 homes per enfrontar-se a Wu Sangui, el comandant general dels ming; 100.000 soldats guardaven Pas de Shanhai (山海关), pas obligat des del nord-est de la Gran Muralla Xinesa. Shanhaiguan estava localitzat a uns cinquanta quilòmetres al nord-est de Pequín i durant anys les seves defenses van ser les que van mantenir als manxús lluny de la capital. Wu Sangui, atrapat entre dos enemics, va decidir negociar amb els manxús de la dinastia Qing i fer una aliança amb el príncep Dorgon, regent de l'emperador Shunzhi de sis anys, fill de l'emperador Huang-Taiji que havia mort l'any anterior. De forma conjunta, els dos exèrcits van derrotar les forces rebels de Li Zicheng en la batalla del Pas de Shanhai del 27 de maig de 1644. L'exèrcit Qing va poder així depassar la frontera defensiva tradicional dels Ming i entrar en la vall del Riu Groc gràcies a la col·laboració de Wu Sangui i van conquistar Pequín amb facilitat. Wu Sangui esperava que els manxús acceptessin retirar-se a les seves terres al nord de la Gran Muralla després d'ajudar a la restauració de la dinastia Ming, però el resultat va ser molt diferent. L'Emperador Shunzhi va fer traslladar la cort Qing de Mukden a Pequín Zicheng va fugir al nord, on va ser probablement assassinat pels vilatans. E
Així, sota la regència de Dorgon, l'Emperador Shunzhi, tercer monarca del nou Estat manxú, es convertia en el primer emperador manxú de tota Xina. Aquest fet es va formalitzar el 29 d'octubre de 1644, quan el jove emperador, de set anys, entra a Pequín al costat de Dorgon i Wu Sangui i els seus respectius exèrcits i assumia el mandat del cel, el concepte xinès de la legitimitat imperial, en una cerimònia en el Temple del Cel, el gran complex religiós de la dinastia Ming.

## Regència de Dorgon
Donada la curta edat de l'emperador, el seu oncle Dorgon va ser l'home fort de la cort fins a la seva mort en 1650. Dorgon va exercir un poder pràcticament absolut en el qual totes les ordres partien d'ell, i va dirigir les campanyes militars contra les províncies xineses de l'oest i el sud, consolidant la conquesta manxú.
Per a afermar el seu control sobre les institucions imperials xineses, Dorgon va mantenir als funcionaris de l'època Ming en la cort pequinesa. També va continuar les relacions de la cort amb els missioners europeus, com en el cas destacat del jesuïta alemany Johann Adam Schall von Bell, que va dirigir el Departament Imperial d'Astronomia. Enfront d'aquestes mesures que buscaven guanyar-se la lleialtat dels funcionaris de la cort, Dorgon va aplicar també polítiques que discriminaven a la població xinesa i confirmaven els privilegis dels manxús com classe dirigent. Especialment humiliant per a la població xinesa va ser l'obligació d'adoptar el tallat de cabell manxú, amb la seva característica coeta, com expressió de lleialtat a la nova dinastia. D'aquesta manera, el nou Estat xinès-manxú pretenia acabar amb els focus d'oposició que advocaven per l'expulsió dels manxús i la restauració de la dinastia Ming.
Després de sis anys de poder absolut, Dorgon moria de manera sobtada durant una cacera en 1650. A l'any següent, en 1651, l'Emperador Shunzhi, que tenia ja 13 anys, assumia el poder efectiu en la cort.

## Consolidació del poder manxú
Després de la mort de Dorgon, el jove emperador va passar a assumir les tasques de govern, imposant la seva voluntat als nobles manchús que ambicionaven un paper similar al que havia tingut Dorgon. L'Emperador Shunzhi va mantenir les polítiques basades en la divisió ètnica entre xinesos, mongols i manxús que caracteritzava a l'Estat Qing, però va augmentar la presència de xinesos en l'administració pública, arribant a rehabilitar a molts dels eunucs que havien estat marginats durant la regència de Dorgon.
En l'àmbit religiós, l'Emperador Shunzhi va fomentar el budisme tibetà, el líder espiritual del qual, el Dalai Lama, havia enaltit la figura de l'emperador com artífex de la unió política entre manxús, mongols, tibetans i xinesos. L'emperador va tolerar també l'expansió del cristianisme, permetent als missioners europeus com Johann Adam Schall von Bell la promoció de la seva fe i fins i tot la construcció d'una església cristiana a Pequín.

## Mort de l'emperador
L'Emperador Shunzhi va morir víctima de verola en 1661, quan tan solament tenia 22 anys. Els últims anys del seu Govern van estar caracteritzats per la seva deixadesa en les tasques de Govern, i la seva passió per una de les seves amants, que moriria abans que ell. Precisament el dolor que li hauria causat la pèrdua de la seva amant va alimentar una llegenda molt estesa a la Xina, encara que sense base històrica, segons la qual l'emperador Shunzhi no hauria mort sinó que s'hauria retirat a un monestir budista per a viure la resta dels seus dies sofrint pel record de la seva estimada.
Després de la mort de l'Emperador Shunzhi, el seu tercer fill Xuanye seria triat com successor, possiblement per haver sobreviscut a la verola, la qual cosa feia presagiar que tindria bona salut. El petit Xuanye, ja convertit en Emperador Kangxi, segons el nom del seu regnat, accedia al tron amb tan sols set anys, i en aquests primers anys el poder recauria en quatre regents: Oboi, Soni, Suksaha i Ebilun, que tornarien a limitar el poder dels eunucs i dels funcionaris xinesos en la cort, desenvolupant polítiques favorables a l'hegemonia manxú.